# Urho Kekkonens nationalpark
Urho Kekkonens nationalpark (finska: Urho Kekkosen kansallispuisto) är en nationalpark i nordöstra Finland i Lappland. Den etablerades 1983 och täcker en yta på 2 550 km², vilket gör den till ett av Finlands största naturskyddade områden. 
Den har fått sitt namn efter den förutvarande presidenten och statsministern Urho Kekkonen. Naturen växlar mellan kalfjäll, trädfri tundra, myrar och vidsträckta skogsmarker. Renskötsel och jakt har långa traditioner i området, och renskötsel är än idag nationalparkens främsta näringsgren.
Invid nationalparken ligger byn och turistcentret Saariselkä. Saariselkä är även namnet på det lågfjällsområde som till stor del ligger inom nationalparken.
I området närmast informationscentret och i nationalparkens västra del finns kortare och längre markerade vandringsleder, med ödestugor och annan service. De östra delarna mer eller mindre genuin ödemark, också här med ödestugor, och med vandringsleder till Korvatunturinmurusta och kring älven Nuortti.